# بوينت فورتين
بوينت فورتين (بالإنجليزية: Point Fortin)‏ هي مستوطنة تقع في ترينيداد وتوباغو في ترينيداد وتوباغو. يقدر عدد سكانها بـ 23,000 نسمة ومساحتها 23.88 كم2 .

## أعلام
- أفري جون
- كينواين جونز
- ستيف ديفيد
- راندي صموئيل
- دانيل سيروس